# PALSAR
Eine PALSAR (hebräisch פָּלְסָ״ר PaLSaR) ist die Bezeichnung für eine bestimmte Spezialeinheit der israelischen Verteidigungsstreitkräfte (IDF). Die Bezeichnung ist eine Wortschöpfung (Akronym) aus hebräisch פְּלֻגַּת סִיּוּר Pluggat Sijjūr, deutsch ‚Aufklärungseinheit‘.

## Struktur
Die IDF konsolidiert sie teilweise in größere Einheiten mit vielen verschiedenen Fähigkeiten: Bataillongroße Einheiten namens GaDSaR (גָּדְסָ״ר, Wortschöpfung aus גְּדוּד סִיּוּר Gədūd Sijjūr, deutsch ‚Aufklärungsbataillon‘). Jeder GaDSaR besteht aus drei spezialisierten Pluggot (Einheiten): Abbruch- und Kampftechnik (hebräisch פְּלֻגַּת הַחַבָּלָה וְהַהַנְדָּסָה Pluggat haChabbalah wəhaHandassah, deutsch ‚Bataillon der Sabotage und des Ingenieurwesens‘, kurz: פָּלְחָהָ״ן PaLChaHan), Aufklärung (Pluggat Sijjur, kurz: PaLSaR) und Panzerabwehr (hebräisch פְּלֻגָּה נֶגֶד טַנְקִים Pluggah neged Ṭanqīm, deutsch ‚Einheit gegen Panzer‘, kurz: פָּלְנָ״ט PaLNaT).
Angehörige der PALSAR-Einheiten werden in den Bereichen Navigation, Scouting, Minenräumung und Geheimdienst geschult.
Zur Verteidigung dienen das M16-Gewehr, der Colt M4-Karabiner und die M203-Granatwerfer. Zu den schwereren Waffen gehören RPGs (von Hand bedienbare Panzerabwehr-Granatwerfer), M72 (tragbare 66-mm-Einwegwaffe zur Panzerabwehr) und das israelische Viper-Minenräumsystem. Dieses Viper-B-System besteht aus einem gepanzerten Fahrzeuganhänger, von dem  Plastiksprengstoff gestreut abgefeuert wird, was eine breite, minenfreie Schneise für nachfolgende Angriffstruppen erzeugt.
Die PALSAR sind kleine Einheiten mit jeweils nur 18 bis 20 Personen und arbeiten unabhängig voneinander. Jede PALSAR ist in zwei Teams von 9 bis 10 Soldaten aufgeteilt.

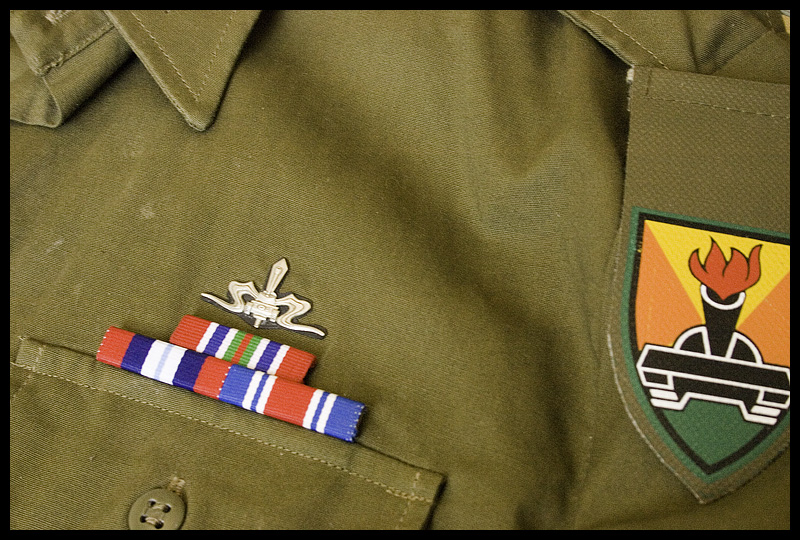
Emblem der PALSAR 7.

Die israelische Infanterie unterhält folgende Aufklärungseinheiten:
- PALSAR Golani (Einheit 95)
- PALSAR Givʿati (Einheit 435)
- PALSAR NACHAL (Einheit 374)
- PALSAR Zanchanim (Fallschirmjäger)

Die israelischen Panzertruppen unterhalten folgende Aufklärungseinheiten:
- PALSAR 7
- PALSAR 401
- PALSAR 188